# Alice y Bob
Alice y Bob son personajes ficticios usados en explicaciones de Criptografía, Teoría de juegos y Física, especialmente las provenientes del inglés. Los nombres son usados por conveniencia, dado que explicaciones del tipo «La persona A quiere mandar un mensaje a la persona B» rápidamente comienzan a ser difíciles de seguir. Los nombres, políticamente correctos al usar ambos sexos, cortan la carga ambigua al usar en la explicación los adjetivos, artículos, etc., adecuados a cada sexo. Los nombres han sido elegidos de tal manera que concuerden con las primeras letras del alfabeto (persona A es Alice, persona B es Bob).

## Elenco de personajes

Un ejemplo de la analogía de Alice y Bob usada en criptografía

Diagrama de Alice y Bob usado para explicar la criptografía de clave pública

Esta lista se extrae principalmente del libro Applied Cryptography por Bruce Schneier. Alice y Bob son arquetipos en la criptografía; Eva también es común. Nombres más abajo en el alfabeto son menos comunes.
- Alice y Bob. Generalmente, Alice quiere enviar un mensaje a Bob. Estos nombres fueron utilizados por Ron Rivest en 1978 en un artículo de Comunicaciones de la ACM presentando el sistema de cifrado RSA,[2] y en un método para obtener las firmas digitales y clave pública-Criptosistemas publicada el 4 de abril de 1977, revisado 1 de septiembre de 1977, como memo técnico LCS/TM82.
- Carol, Carlos o Charlie, como tercero participante en las comunicaciones.
- Chuck, como un tercer participante generalmente de mala intención.[3]
- Craig, un ladrón de contraseñas (por lo general se encuentra en situaciones con contraseñas almacenadas con hash/salteadas).
- Dan o Dave, un cuarto participante.
- Erin, un quinto participante. (Es raro ver a Erin; E es generalmente reservado para Eva.)

- Eva, una espía, es por lo general un atacante pasivo. Aunque ella puede escuchar en los mensajes entre Alice y Bob, ella no puede modificarlos. En la criptografía cuántica, Eva también puede representar el medio ambiente.
- Faythe, un asesor, mensajero o intermediario de confianza (Repositorio de servicio clave, mensajero de secretos compartidos Puede ser una función de una máquina o un rol humano. Es utilizado con poca frecuencia, significa Fe o Fiel).
- Frank, sexto participante (y así sucesivamente alfabéticamente).

- Mallet[4][5][6][7] o Mallory,[8] es un atacante malicioso (menos comúnmente llamado Trudy, un intruso); a diferencia de la pasiva Eva, éste es el atacante activo en los ataques man-in-the-middle que puede modificar los mensajes, sustituir sus propios mensajes, reproducir mensajes antiguos, y así sucesivamente. La dificultad de obtener un sistema contra Mallet/Mallory es mucho mayor que en contra de Eva.
- Oscar, es un oponente, similar a Mallet/Mallory, pero no necesariamente malicioso. Podría ser un sombrero blanco, pero todavía interesado en descifrar, modificar, sustituir o reproducir mensajes.
- Peggy, es un comprobador, y Víctor,[8] un verificador, a menudo deben interactuar de alguna manera de demostrar que la transacción prevista ha tenido lugar en realidad. A menudo se encuentran en pruebas de conocimiento cero. Los nombres alternativos para el comprobador y el verificador son Pat y Vanna[9] por Pat Sajak y Vanna White, los anfitriones de la rueda de la fortuna.
- Sam y Sally.[10] Los observadores en diferentes marcos inerciales en la cinemática relativista.
- Sybil, es un atacante que controla un gran número de identidades seudónimas, por ejemplo, subvertir un sistema de reputación. Ver ataque Sybil.
- Trent, es un árbitro de confianza, es una especie de tercera parte neutral, cuyo papel exacto varía con el protocolo en discusión.
- Walter, es un guardián, puede ser necesario para proteger a Alice y Bob en algunos aspectos, dependiendo del protocolo que se discute.
- Wendy, es un denunciante, un interno con acceso a información privilegiada, que pueda estar en condiciones de divulgar la información.

Aunque un sistema de prueba interactiva no es exactamente un protocolo criptográfico, es suficientemente relacionados mencionar el elenco de personajes de sus características de la literatura:
- Arturo y Merlín: En los sistemas de prueba interactivos, el demostrador tiene capacidad computacional sin límites y, por tanto, se asocian a Merlín, el mago poderoso. Afirma la verdad de un enunciado, y Arturo, el rey sabio, le hace preguntas para verificar la reclamación. Estos dos personajes también dan el nombre de dos clases de complejidad, a saber, MA y AM.
- Un par similar de caracteres son Paul y Carole. Los personajes fueron introducidos en la solución del problema Veinte Preguntas,[11] donde "Paul", es quien hace las preguntas, lo fue por Paul Erdös y "Carole", quien las responde: era un anagrama de "oracle" ("oráculo" en inglés). Fueron utilizados más en ciertos juegos combinatorios en las investigaciones de Empujador y Selector respectivamente, y desde entonces se han utilizado en varios roles.[12]

## Lectura adicional
- C.H. Lindsey, Regulation of Investigatory Powers Bill: Some Scenarios, 2000